# Sojat Road
Sojat Road é uma vila no distrito de Pali, no estado indiano de Rajastão.

## Demografia
Segundo o censo de 2001, Sojat Road tinha uma população de 11,173 habitantes. Os indivíduos do sexo masculino constituem 51% da população e os do sexo feminino 49%. Sojat Road tem uma taxa de literacia de 65%, superior à média nacional de 59.5%: a literacia no sexo masculino é de 76% e no sexo feminino é de 54%. Em Sojat Road, 16% da população está abaixo dos 6 anos de idade.